# Régions pétrolifères en Russie et Asie centrale
Cet article détaille les régions pétrolifères en Russie et Asie centrale

Les régions pétrolifères en Russie et Asie centrale.

Cette région ne recouvre pas toute l'ex-URSS. L'Ukraine, la Biélorussie et les pays baltes étaient, dans le découpage adopté ici, rattachés à la région Europe. Les données les touchant se retrouvent dans Régions pétrolières en Europe.
Cet immense territoire comprend de nombreux bassins pétroliers. Comme pour les États-Unis, il s'impose de diviser le pays en grandes régions pétrolifères. Historiquement, la production pétrolière russe, puis soviétique, se développa successivement dans les « trois Bakou », fil historique qui guidera le début du découpage régional qui suit.

## Sud Caspienne - Azerbaïdjan
C'est en Azerbaïdjan, autour de Bakou, que la production de pétrole a débuté au milieu du XIXe siècle. Au XXIe siècle, ce système pétrolier est moribond en ce qui concerne l'onshore , mais l'offshore n'a pas été beaucoup développé jusqu'à une époque récente. D'importants contrats furent signés dans les années 1990.
De nombreux projets arrivent maintenant en production en 2006, dont le complexe d'Azeri-Chirag-Guneshli (ACG) au large de Bakou, l'un des plus importants chantiers pétroliers récents dans le monde. Le nouvel oléoduc Bakou-Ceyhan, entré en service en mai 2005, fournit la capacité d'exportation nécessaire. Ainsi la production est passée de 300 en 2004 à 600 kbbl/j en 2006 et continue à s'accroître. En avril 2008, une nouvelle du complexe ACG est entrée en service.
Le pays possède aussi d'importantes réserves de gaz naturel (estimes à 6 Gbep, notamment dans le gisement Shah Deniz (lui aussi offshore). Une grande partie du gaz associé des gisements de pétrole offshore est encore gaspillé (brûlé en torchère), mais cela devrait prochainement être chose du passé. Importateur de gaz russe en 2006, le pays deviendra bientôt exportateur. Le gazoduc de Ceyhan relie l'Azerbaïdjan à la Turquie.

## L'ouest de l'Oural
Cette plate-forme à roches sources Devoniennes offrit en 1942 un gisement de pétrole parmi les plus importants connus jusque-là, Romachkino (Tatarstan). Géologiquement, elle est connectée tant à la mer de Barents qu'à la mer Caspienne, qui possèdent des stratigraphies comparables. Les réserves seraient de l'ordre de 27 Gbbl dans la région Volga-Oural et 11 dans la région Timan-Péchora. L'exploration de ces deux régions est globalement plutôt mature.

## La Sibérie occidentale
L'ouest de l'Oural était surnommé « le deuxième Bakou » et on parla ensuite de « troisième Bakou » pour la Sibérie occidentale, le plus important système pétrolier russe (à roches sources jurassique), avec une production actuelle de 5 Mbbl/j environ et des réserves de l'ordre de 80 Gbbl selon la compagnie Ioukos. le premier gisement de ce bassin a été trouvé en 1953, la région a été développée à partir des années 1960 (Samotlor, plus gros gisement russe, y a été trouvé en 1967).
La Sibérie occidentale, sauf sa pointe nord, est une province relativement bien connue, mais les pratiques soviétiques comptaient sur un taux de récupération assez faible, et les réserves ont donc pu être nettement augmentées. L'application des techniques d'exploitation modernes (forage horizontaux, puits sous-balancés, pompes électriques submergées, etc.) dans les grands gisements de cette région est la principale cause de l'envolée de la production russe de 1999 à 2004, mais cela a soulevé des doutes sur sa viabilité à terme - les techniques modernes augmentent certes quelque peu le taux de récupération du pétrole, mais brillent surtout pour épuiser plus rapidement les gisements.
Vers le nord de cette région, on trouve plus de gaz naturel que de pétrole. Les trois gisements géants du Tioumen (Ourengoï, Yambourg et Medvejye) fournissent le noyau de la production russe, mais sont en déclin. De nouvelles ressources sont progressivement développées pour compenser, en particulier dans la péninsule de Yamal, qui possède de vastes réserves (60 Gbep ?) encore peu exploitées. Plusieurs gisements, notamment Bovanenko, seront reliés à l'Europe, tandis que Tambey pourrait alimenter un projet de GNL.

## Le Nord de la Caspienne - Kazakhstan
Le Kazakhstan possède un potentiel pétrolier considérable. On trouve deux petits bassins pétroliers dans le centre du pays, et un sur la rive est de la mer Caspienne, mais c'est le nord de cette dernière qui offre la principale province pétrolière : une vaste marge continentale chargée par des roches sources siluriennes, présentant trois gisements super-géants : Tengiz (le seul en exploitation), Kashagan et Kurmangazy, et nombre de gisements moindres.
Tengiz (6 à 9 Gbbl récupérables) a été découvert en 1979, mais la teneur en soufre extrême (16 %) de son pétrole a mis en échec les tentatives soviétiques pour l'exploiter. Après la chute de l'URSS, différentes compagnies internationales s'intéressèrent au Kazakhstan, dont Chevron qui reprit le projet et finit par surmonter les difficultés techniques. Kashagan, découvert en l'an 2000, offre au moins 9 Gbbl de réserves, ce qui en fait incontestablement le plus grand gisement nouveau dans le monde depuis au moins 20 ans. Kurmangazy, un super-géant de 7 Gbbl sous la frontière russo-kazakhe, sera bientôt mis en production et partagé entre les deux pays. Tout près de la frontière russe, rattaché au système Volga-Oural et non à la Caspienne, on trouve l'important gisement de gaz à condensats de Karachaganak.
Le pays possèderait de 50 à 75 Gbbl de pétrole (réserves + exploration), soit le deuxième potentiel pétrolier inexploité au monde (après l'Irak). Il prévoit de produire 2,3 Mbbl/j en 2010 et 3,5 en 2015. À cela s'ajoute un fort potentiel gazier (plus de 10 Gbep. Le secteur russe, à l'ouest de la Caspienne, est activement exploré et a donné un nouveau gisement de 600 Mbbl en 2006.
La mise sur le marché mondial du pétrole kazakh est plutôt lente, du fait de l'enclavement géographique du pays (qui réclame de lourds investissements en oléoducs pour relier les gisements et les marchés), de difficultés techniques (liées entre autres à la teneur en soufre) et de problèmes politiques. Plusieurs oléoducs sont en construction ou en projet, dont un vers la Chine.

## Bassin d'Amu Darya -OuzbékistanetTurkménistan
Ces deux pays possèdent de grandes ressources en gaz naturel dans le bassin d'Amu Darya. La nature et le degré de maturation des roches sources (datant du jurassique et du crétacé) explique que ce bassin alluvial n'ait produit que du gaz.
Chacun de ces deux pays a recensé plus de 10 Gbep de réserves prouvées de gaz, et le potentiel d'exploration est important, surtout au Turkménistan. Les plus grands gisements, notamment Dauletabad (10 Gbep, Turkmenistan, visible sur la carte) commencent cependant à décliner, après plus de 25 ans d'exploitation. Ces deux pays envisagent d'exporter du gaz vers l'Inde ou la Chine.

## Russie d'Extrême Orient
Des réserves de gaz et de pétrole furent découvertes sur et autour de l'île Sakhaline dans l'océan Pacifique (notamment sa côte nord-est) dans les années 1970, mais non mises en exploitation. Au cours des années 1990, la région a été divisée en blocs d'exploration/production confiés chacun à un consortium de compagnies internationales.
Les réserves sont estimées à 14 Gbbl de pétrole et une quantité à peu près équivalente de gaz naturel ; si ces chiffres sont exacts Sakhaline possède des réserves équivalentes à celles (restantes) de la Norvège. La production de pétrole a commencé dans les deux premiers blocs et dépasse déjà 300 kbbl/j. Du gaz doit être exporté à partir de 2008, grâce à un gazoduc vers le Japon (dans le cadre de Sakhaline I) et un terminal d'exportation GNL (Sakhaline II).
En 2007, des découvertes ont été annoncées en offshore à l'ouest du Kamtchatka. Un gisement de grande taille a été repéré par Rosneft associé à des entreprises sud-coréennes. Il n'y a pas encore d'estimation des réserves probables de cette région mais d'après Rosneft elles pourraient être comparables à celles de Sakhaline.

## Sibérie orientale
La Sibérie orientale possède un bassin très étendu, localement productif. Cette région présente, en 2006, de modestes chiffres de réserves (4 Gbbl et de production (40 Gbbl/j) de pétrole, mais les réserves de gaz sont en revanche importantes, et il reste énormément d'explorations à faire. La région du lac Baïkal possède de vastes réserves de gaz naturel, notamment avec le gisement de Kovytka (2 000 Gm3). Deux gisements de pétrole ont été mis en service en 2008 : Talakan et Verkhnechonsk, grâce à un nouvel oléoduc. Quoi qu'il en soit, la Sibérie Orientale semble vouée à devenir une région productrice majeure de gaz. Géologiquement, la région est un craton c'est-à-dire un élément de croute continentale extrêmement ancien, les roches sources remontent au précambrien ce qui fait de la région un système pétrolier très atypique par son ancienneté.
De nouveaux gazoducs sont prévus pour relier le réseau de gaz naturel existant (en Sibérie occidentale, et connecté à l'Europe), les gisements de Sibérie orientale, les nouvelles productions à Sakhaline, les villes russes d'Extrême-Orient, et les marchés d'exportation asiatiques (Chine, Japon et Corée du Sud). Il existerait aussi un vaste réservoir de sable bitumineux dans la vallée de l'Olenek, mais les données à son sujet sont rarissimes et peu cohérentes. Aucune exploitation commerciale n'est envisagée dans un futur proche.

## Les autres régions
La Russie possède encore de vastes régions inexplorées, notamment en offshore, dont on attend de vastes ressources de gaz (les conditions sont moins propices au pétrole). La mer de Barents n'a pas encore été très extensivement explorée, mais un gisement de 16 Gbep, Chtokman, y a été trouvé. Malgré sa taille immense, ce gisement semble extrêmement difficile à développer. Il alimentera un nouveau gazoduc relié aux marchés européens. Il en va de même pour la mer de Kara, prolongement de la Sibérie Occidentale, qui a déjà offert deux super-géants gaziers.
L'exploration de ces deux mers, et de façon plus hypothétique du reste de la ZEE russe (mer des Laptev et mer des Tchouktches) devrait donner des dizaines de Gbep, mais, vu les conditions d'accès extrêmes, le développement de la production ne peut être que très coûteux et relativement lent.
Le nord du Caucase possède aussi quelques ressources pétrolières. Les gisements de Tchétchénie doivent être cités pour leur importance historique (ils furent importants dans l'effort de guerre soviétique pendant la Seconde Guerre mondiale), mais sont de nos jours presque épuisés. La production de cette zone, ainsi que de la Géorgie, est aujourd'hui marginale. Quelques compagnies mènent des efforts d'exploration en mer Noire, mais jusqu'ici les résultats sont minimes.

## Tableau de synthèse
|             | Déjà produit                 | Restant                      | Production actuelle          | Production actuelle | Consommation   |
| ----------- | ---------------------------- | ---------------------------- | ---------------------------- | ------------------- | -------------- |
| Unité       | Gbbl                         | Gbbl                         | kbbl/j                       | kbbl/j              | kbbl/j         |
| Inclut :    | Brut conventionnel seulement | Brut conventionnel seulement | Brut conventionnel seulement | LGN (C3-C8)         | Produits finis |
| TOTAL       | 150                          | 150-220?                     | ~10800                       | ~500                | 3300           |
| Russie      | 130                          | 100 à 150 ?                  | 9000                         | ~470                | 2750           |
| Kazakhstan  | 6                            | 50-75 ?                      | 1200                         | ~200                | 210            |
| Azerbaïdjan | 8,5                          | 15-20                        | 580                          | négl                | 132            |

## Gisements remarquables
- Russie : Ourengoï, Yamburg, Bovanenko, Zapoliarny, Schtockman, Samotlor, gisements Arctique, Romashkino, Gisement d'Astrakhan, Priobskoïe, Lyantorskoe, Medvegie, Kovytka
- Kazakhstan : Tengiz, Karachaganak, Kurmangazy, Kashagan
- Azerbaïdjan : Azeri-Chirag-Guneshli
- Turkménistan : Iolotan, Dauletabad